# Федоровка Перша
Фе́доровка Перша (рос. Фёдоровка Первая) — село у складі Сарактаського району Оренбурзької області, Росія.

## Населення
Населення — 602 особи (2010; 564 у 2002).
Національний склад (станом на 2002 рік):
- росіяни — 88 %